# Marcelo Xavier

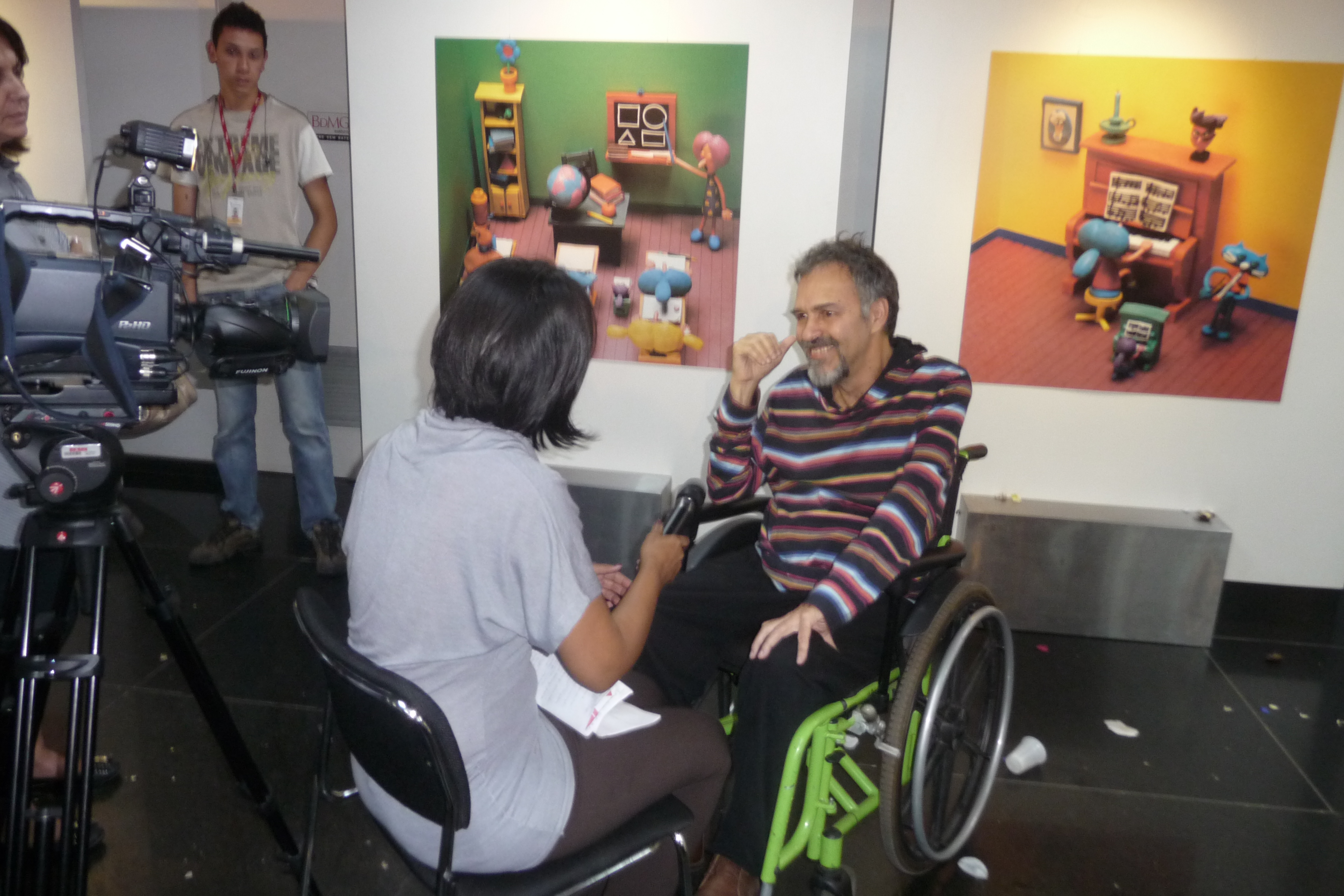
Entrevista no lançamento da exposição de 25 anos do livro "O dia a dia de Dadá".

Marcelo Xavier (Ipanema, 19 de maio de 1949) é um artista plástico autodidata brasileiro. Filho de Herondina Moreira Xavier (professora de música) e Ruy Xavier Pinto (dentista em Ipanema), reside atualmente em Belo Horizonte.
Tem 21 livros publicados. Vários receberam premiações, dentre elas estão o Prêmio Jabuti, em 2001, para "Festas", na categoria Ilustrações e de melhor ilustrador, em 1994, para "Asa de Papel".

## Trajetória
Artista plástico, escritor, cenógrafo, figurinista, autor de livros infantis.
Marcelo Xavier nasceu em Ipanema, interior de Minas Gerais, em 1949. Viveu por lá até os cinco anos, quando se mudou para Vitória.  Passou toda a infância no Espírito Santo e em 1961 veio para Belo Horizonte, onde mora até hoje. É formado em Publicidade pela PUC Minas e artista plástico autodidata. Já fez muitas coisas na vida. Ilustrou livros, criou e realizou inúmeros projetos gráficos, produziu e dirigiu programas para a televisão, trabalhou em publicidade, com cenografias, figurinos e adereços para espetáculos de teatro, música, dança e carnaval.
O trabalho com ilustração tridimensional, que desenvolve desde 1986, é uma síntese de tudo isso: personagens e objetos de cena são moldados em massa plástica, montados em pequenos cenários e fotografados.

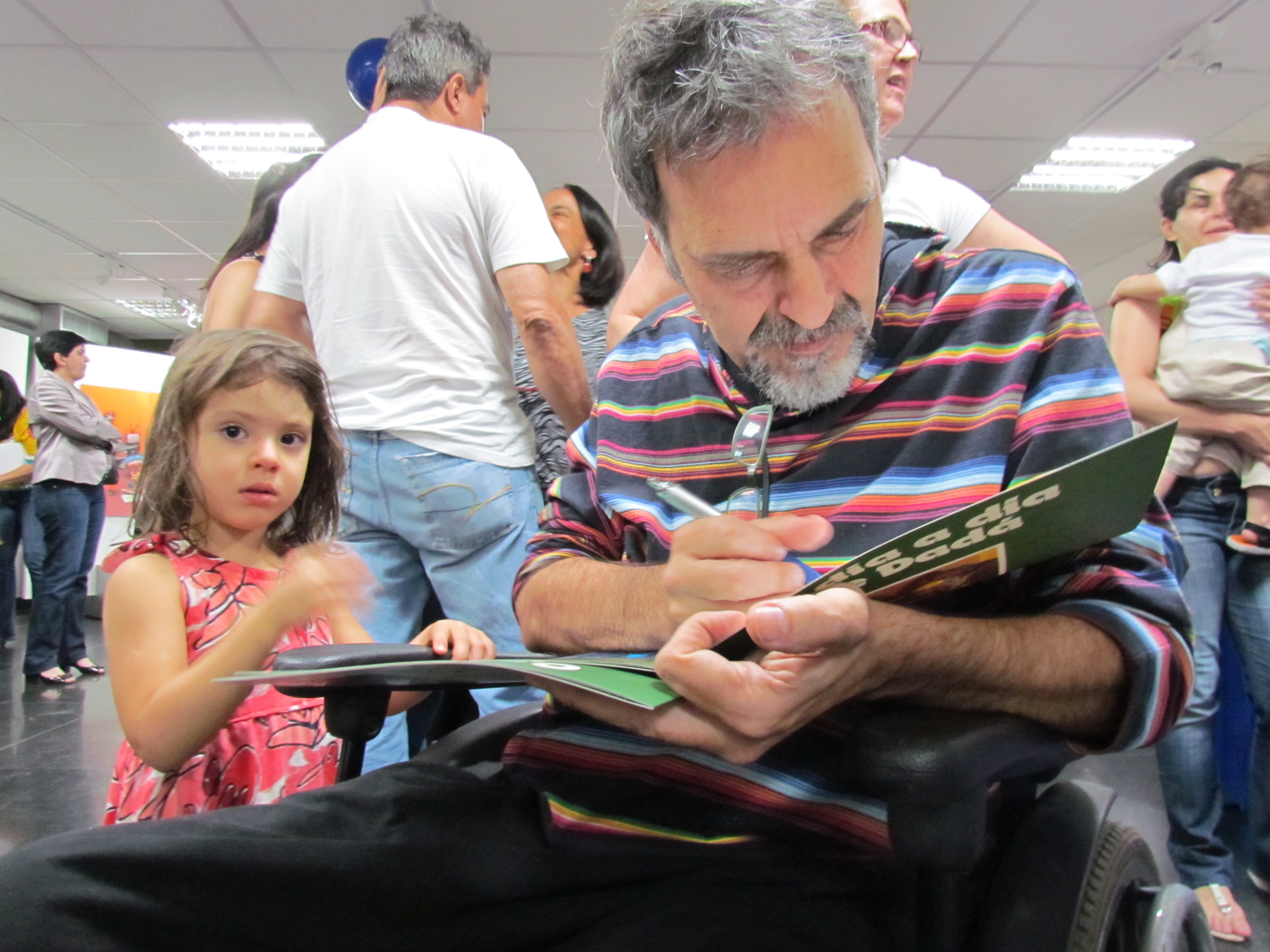
Autografando "O dia a dia de Dadá"

Com o livro "Truques Coloridos", só com imagens feitas com massinha de modelar, estreou como autor para crianças. Entre suas obras estão "O dia a dia de Dadá", "Tem de tudo nesta rua", "Asa de papel", "TOT", "Se criança governasse o mundo", que se tornaram bastante conhecidas do público e receberam importantes premiações como: Prêmio Jabuti da Câmara Brasileira do Livro (1994, 2001, 2005); Prêmio APCA - Associação Paulista dos Críticos de Arte (1990, 1993); Prêmio da Fundação Nacional do Livro Infantil e Juvenil (1987, 1990, 1993, 1998, 2001); Prêmio da Associação Brasileira de Escritores (1997). São, ao todo, 21 livros, sendo 16 infantis. Alguns publicados em inglês e espanhol. Um deles ("Se criança governasse o mundo") já está disponível em versão eletrônica. Tanta produção coloca Marcelo Xavier como o autor de maior vendagem do selo Formato, da Editora Saraiva.
A aproximação com o público infantil acabou promovendo um intenso envolvimento do autor com a Arte Educação, sobretudo nas oficinas de modelagem para crianças e professores realizadas por todo o país. Nelas, Marcelo busca mostrar os caminhos encantados e extremamente simples da modelagem com massinha. Os participantes são estimulados, pela observação das ilustrações tridimensionais dos livros, a se entregarem a um exercício de criação individual, fazendo um boneco de massinha a partir das orientações do autor.
“Os livros são um encontro que o autor marca com o leitor, esperando que ele compareça. Se o encontro acontece, pode nascer uma forte ligação entre eles. Marquei meu primeiro livro encontro com as crianças em 1987. Ele se chamava 'O dia a dia de Dadá' e era um livro de imagens, sem texto. Os pequenos leitores compareceram e a tal 'forte ligação' aconteceu. Outros livros vieram, sempre com ilustrações tridimensionais, feitas com massa de modelar e fotografadas. A modelagem é uma paixão antiga. Na minha infância, eu usava barro para fazer bonecos. Depois que secavam ao sol, eram pintados com aquarela. A partir dos encontros com as crianças de várias partes do país, em oficinas de modelagem, posso garantir que elas sabem das coisas e das não-coisas. Crianças pensam com o coração, e têm soluções incríveis para todos os problemas. Por isso, e por puro amor, eu voto nelas!”
Na introdução do livro "Festas", a segunda parte da coleção "Folclore do Mestre André" - que ainda conta com "Mitos" e "Crendices e Superstições" - MX conta um pouco de sua infância e explica a influência que essa fase teve em sua obra:
“Todo janeiro, a fazenda dos meus avós, no interior de Minas, ficava estufada de primos e tios. Nada de compromissos, nada de horários. Férias! Você conhece bem o sabor dessa palavra, não é mesmo? Os dias começavam com uma bela mesa de café, e depois era só brincar, brincar e brincar. À noite, eram as rodinhas aconchegantes em volta de um tio – e tome histórias de assombração. Assim era dia após dia, sempre deliciosamente iguais.
Numa certa tarde, de sol muito quente, brincávamos de jogar pião no terreiro quando, de repente, uma batida forte de tambores veio vindo da estrada de terra que chegava na fazenda. Interrompemos imediatamente a brincadeira, levantamos as orelhas e espichamos os olhos na direção daquele som estranho. Na curva da estrada surgiu, então, uma figura mascarada vestindo uma roupa larga e estampada, cheia de fitas coloridas. A coisa rodopiava e dava saltos, sacudindo uns chocalhos amarrados na cintura, nos pulsos e nas canelas. Pra mim aquilo era o demônio que vinha cobrar nossos pecados. Eu tremia dos pés à cabeça.
A dança agitada daquela figura levantava uma poeira amarela que a luz do sol transformava em efeito especial. No meio da poeira, logo atrás do mascarado, vinham os músicos tocando viola, violões, tambores e pandeiros. Acima de tudo, uma bandeira vermelha presa a um mastro fazia aquela nuvem de poeira e gente parecer um barco maluco se arrastando pela estrada.
Chegaram até junto da sede da fazenda, tocaram, cantaram com uma voz aguda feito ponta de agulha, tomaram café com queijo, broa de fubá, biscoitos, e se foram. Meu coração não parou de pular um minuto.
Um tio me disse que aquilo era folclore.
Passei anos com medo de folclore.
Muito tempo depois, soube que havia assistido, naquelas féria, à passagem de uma autêntica Folia de Reis – uma das mais belas manifestações do folclore brasileiro.
Quando aceitei o desafio de fazer essa coleção me lembrei, imediatamente, daquela tarde na fazenda. A imagem daquele palhaço mascarado saltando e chacoalhando no meio da poeira, que tanto me apavorou, hoje é uma das minhas mais belas lembranças.
Com este trabalho, quero que você também conheça coisas fantásticas como a Folia de Reis e muitas outras maravilhas do nosso folclore.
Acho importante você saber que o folclore não é apenas uma coisa do passado, da tradição. Ele é vivo, e está presente no seu dia a dia, muito mais do que você imagina. Está na sua moeda da sorte, nos apelidos da sua turma de colégio, nas gírias, nas suas superstições, em algumas coisas que você come, em gestos, jogos, brincadeiras ou festas que você frequenta. Por isso é tão importante conhecer o folclore. Ele está ligado à nossa vida de um jeito muito forte.
Outra coisa que me empolgou nesse projeto foi o fato de poder mostrar imagens de nosso folclore por meio da técnica de modelagem que venho desenvolvendo há tempos. Fazer de massinha todas aquelas figuras e objetos do folclore seria fantástico. Trazer pra perto da minha – da sua – mão, de uma certa aquela forma, aquela maravilhosa Folia de Reis...
Portanto, se você encontrar, no lugar onde trabalho, uma pequena caixa, não abra. Podem pular lá de dentro o Saci, o Curupira, capetinhas e outras figuras muito estranhas que vão aprontar com você. Ou foliões e festeiros das nossas festas tão populares...”.
A professora Silvia Fiúza, da Faculdade de Engenharia e Arquitetura da Universidade Fumec/BH, escreveu um artigo sobre a obra de Marcelo Xavier para a FEA reVISTA de agosto de 2015. Nele, a professora se utiliza do trabalho da pesquisadora Nelly Novaes Coelho, da USP, para analisar a obra de MX. Destacando a importância de se resgatarem os contos, as fábulas e as narrativas fantásticas, apontados como energia vital para a atualidade - época em que está em curso uma mudança da percepção do homem em relação a si e ao mundo - Fiúza diz que "A função pedagógica recreativa e recriativa dos livros infantis, estudada e proposta por Nelly Coelho, é viva no conteúdo literário infantiljuvenil oferecido por Marcelo Xavier, cujo encantamento do universo fabuloso e mítico estimula a visão crítica da realidade, da cultura e de valores sociais e morais no leitor. A forma mágica e prazerosa, função humanizadora da obra do autor, é um recurso de estímulo à leitura e à reflexão. Seus livros dirigidos às crianças podem e devem ser lidos por adultos".
E justamente para os adultos, Marcelo Xavier lançou, em 2008, o livro de desenhos e textos "Caderno de Desenhos". Em 2011 foi a vez do livro de poesias "Tempo Todo", pela editora Asa de Papel.
No posfácio do "Caderno de Desenhos", Marcelo fala mais um pouquinho sobre sua trajetória:
“Vamos entrar nesta história com o filme pela metade. Já se foi a infância em Vitória, as férias na cidade natal, Ipanema, em Minas e a adolescência em Belo Horizonte. O ponto agora é o final dos anos 70. Divido um ateliê com o amigo Mário Vale. Começamos uma conversa sobre arte, na saída da faculdade, que nunca teve fim.
Nessa época, os ateliês mais alternativos, na zona Sul de BH, se escondiam nos barracões de fundo de casas. Eram os porões de nossas inconfidências. Lá fora, as botas da ditadura ameaçavam pisar nossos pescoços e suas tesouras, cortar nossas asas. Dos portõezinhos pra dentro, a gaiola se abria e voávamos. Visitávamos a arte de todos os tempos, investigávamos a estética e criávamos. Eram cenários, figurinos e adereços para espetáculos de teatro, música, dança e carnaval. Peças gráficas, programação visual e ambientações.
Por volta de 1972, nos juntávamos a um bando de 'criadores', numa casa do bairro da Floresta, contratados para fazer o parto da TV Educativa de Minas. Após dois anos de gestação, ela foi abortada. Em 1981, fomos convidados por Tutti Maravilha, para produzir e dirigir seu programa, 'Bazar Maravilha', na TV Alterosa. Era um programa de generalidades, em que pudemos experimentar estéticas de vídeo absolutamente novas, nos cortes, nas edições e nas abordagens. Ainda não existia o videoclip. Mais uma vez, a vanguarda não resistiu à força descomunal da retaguarda e o programa foi tirado do ar.
Apesar dos reveses, na minha cabeça, as imagens continuavam em movimento. Passei a fazer roteiros para vídeos, textos para teatro e animações.
Num belo dia de 1986, uma bola de massinha caiu do céu e me atingiu em cheio. Misturei-me a ela e saímos rolando pelo mundo das histórias infantis, das ilustrações tridimensionais e exposições. Essa bola cresceu e, hoje, rola pelo Brasil em oficinas de modelagem e, fora do país, nas traduções de alguns títulos em inglês, espanhol e japonês.
A cidade me fascina. A possibilidade de intervir em seu corpo é instigante. 'Pacatos monstros urbanos' e 'Aviso aos navegantes' foram duas destas intervenções, realizadas em isopor. Sempre tive uma queda pro matérias insólitas, que se encontram fora das muralhas da nobreza. Lápis de cor, papel, massa de modelar, isopor, caneta Bic, spray. Gosto de sua disponibilidade, de seu despojamento, de sua despretensão. Procuro tê-los por perto como lição de simplicidade e como lembrança de que a permanência eterna, seja do que for, é uma ilusão”.
Foi colunista do jornal Hoje em Dia de junho de 2012 a junho de 2014. Escrevia às terças-feiras, dirigindo um olhar inusitado sobre a cidade e seus moradores. Entre as 104 crônicas produzidas, 31 foram selecionadas para o livro "A Cara da Rua", lançado em 2013.
Marcelo é portador de uma doença degenerativa chamada Esclerose lateral amiotrófica, que compromete a força dos músculos. Desde 2009, a cadeira de rodas é sua acompanhante fiel. Mas a doença não lhe tira a alegria de viver e de continuar trabalhando: "Quando você perde esses predicados físicos, a sua vaidade vai perdendo terreno. E vai ganhando o espírito, o seu estado espiritual. Então, favorece a uma criação artística, a uma percepção artística".

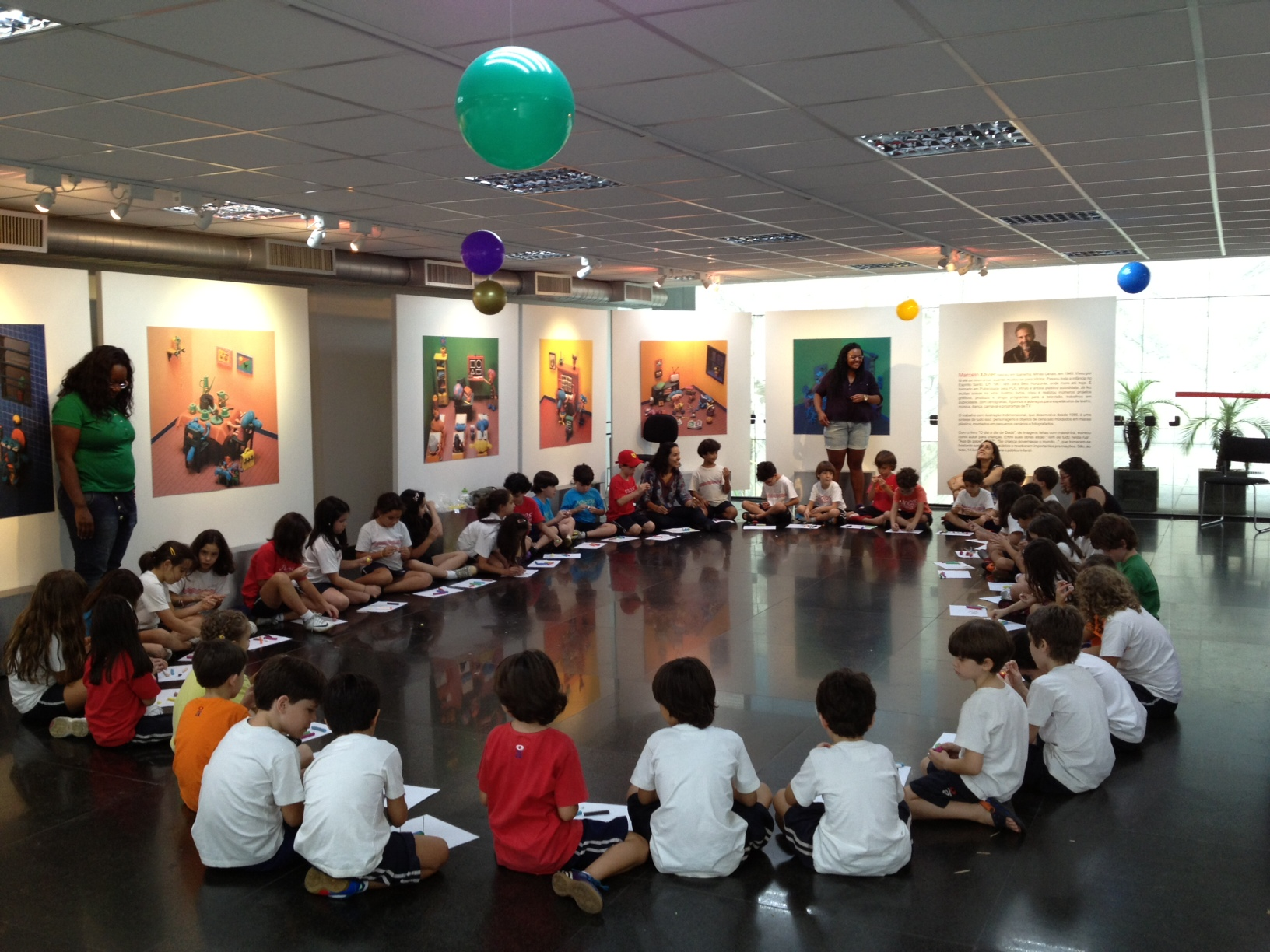
Oficina no evento de 25 anos do livro "O dia a dia de Dadá"

Algumas de suas principais atividades nos últimos anos são:
Exposição em comemoração ao aniversário de 25 anos do livro “O dia a dia de Dadá”, no espaço BDMG Cultural, em Belo Horizonte, de 9 a 30 de outubro de 2012;
Palestra e oficinas no “Encontro de professores para o ensino do uso da biblioteca”, organizado pela Secretaria Estadual de Educação, de 18 a 22 de fevereiro de 2013, com 400 participantes;
Concepção e projeto gráfico do livro “Palácio da Liberdade – Arte e Beleza no Espaço Público”, para o Governo do Estado de Minas Gerais, com lançamento no dia 5 de setembro de 2013;
Lançamento do livro de crônicas “A cara da rua e outras crônicas” em 15 de fevereiro de 2014;
Participação na Feira de Bolonha, Itália, na mostra Brazil: Countless Threads, Countless Tales, de 24 a 27 de março de 2014;
Série de palestras e oficinas no Sesc Goiânia - 20 a 22 de maio 2014, para mais de 800 alunos do ensino básico;
Exposição "Procura-se", com retrospectiva de importantes momentos da carreira. De 30/07 a 29/08, na Casa Una de Cultura, em Belo Horizonte;
Projeto gráfico do livro "Grande hotel de Araxá - Eterna Fonte de Beleza e da Memória", lançado no dia 17 de novembro de 2014.
Projeto gráfico do livro "Prosas e sabores de Minas", lançado no dia 13 de dezembro de 2014.
Projeto de Intervenção e Ambientação artística para a Fundação Dom Cabral, no Campus Belo Horizonte e no restaurante do Campus Nova Lima. Execução entre fevereiro e março de 2015. 
Curadoria, Projeto Museográfico e Projeto Gráfico das peças visuais da exposição "Mulheres - O Traço Poético de Fernando Fiúza", em cartaz no CCBB BH de 26 de fevereiro a 13 de abril de 2015. 
Lançamento do livro "A Estranha", pela Editora Monkix – Sete Luas, em 18 de outubro de 2015. Na data será organizada uma cadeirada, forma de protesto contra as condições precárias de acessibilidade nas ruas de Belo Horizonte. 
Idealizador do bloco de carnaval inclusivo "Todo Mundo Cabe no Mundo", que desfilou pela primeira vez na região Centro-Sul de Belo Horizonte no dia 7 de fevereiro de 2016. 
Lançamento do livro "Apática", 20ª publicação de Marcelo Xavier. Evento associado com uma exposição com gravuras das 7 ilustrações do livro. De 19/04 a 11 de maio de 2016, no Espaço 670, em Belo Horizonte. 
Projeto gráfico e ilustrações do livro "A sucessão como ela é", do prof. Emerson de Almeida, fundador da FDC - Fundação Dom Cabral. Lançamento em setembro de 2016. 
Projeto gráfico do livro BH 120, do fotógrafo Sylvio Coutinho, lançado em junho de 2017.
Lançamento de seu 21º livro "Um lugar cheio de ninguém", em 15 de julho de 2017.

## Livros e prêmios
1986 – A família do som – Apenas projeto gráfico e ilustração, em parceria com Mário Vale. Texto: Nino Stutz.
1986 – Truques coloridos – Apenas ilustração. Texto: Branca de Paula. Prêmio Jabuti de Melhor Produção Editorial Infantil 1987.
1987 – O dia a dia de Dadá – Prêmio Luís Jardim - O melhor livro de imagens, de 1987, concedido pela Fundação Nacional do Livro Infantil e Juvenil; selecionado para o programa “Fome de Livro”, da Fundação da Biblioteca Nacional; selecionado para o PNBE 2005; selecionado para o Salão Capixaba – ES/2005; obra indicada ao Prêmio Jabuti Melhor Produção Editorial de Obra em Coleção 1988.
1990 – Tem de tudo nesta rua – Livro altamente recomendável para crianças pela Fundação Nacional do Livro Infantil e Juvenil; Prêmio APCA (Associação Paulista de Críticos de Arte) Melhor Livro Infantil 1990; selecionado para o Salão Capixaba – ES/2005; selecionado para o programa “Fome de Livro”, da Fundação da Biblioteca Nacional.
1993 – Asa de Papel – Prêmio Jabuti Melhor Ilustrador 1994; Prêmio Ofélia Fontes o Melhor para Crianças pela Fundação Nacional do Livro Infantil e Juvenil; Prêmio APCA (Associação Paulista de Críticos de Arte) Originalidade em Literatura Infanto-Juvenil; selecionado para o Salão Capixaba – ES/2005; Selecionado pela Secretaria Municipal de Educação de Belo Horizonte – 2005; selecionado para o Programa “Fome de Livro” da Fundação Biblioteca Nacional – 2005; adquirido pela Prefeitura de São Paulo para o programa Minha Biblioteca – 2007; selecionado para o PNBE 2008; eleito um dos dez melhores livros de imagens do Brasil pela IFLA (International Federation of Library Associations), em 2013. A seleção foi feita pela FNLIJ (Fundação Nacional do Livro Infantil e Juvenil)  para o projeto World Through Picture Books, organizado pela própria IFLA.
1996 – Construindo um sonho - Prêmio de Melhor livro de Imagem pela Associação Brasileira de Escritores; livro Altamente Recomendável pela Fundação Nacional do Livro Infantil e Juvenil; Prêmio Adolfo Aizen - Livro sem texto - UBE – 1997; obra selecionada para o PNBE 2010.
1997 – Mitos –  Livro altamente recomendável para crianças pela Fundação Nacional do Livro Infantil e Juvenil; selecionado pela  Fundação Nacional do Livro Infantil e Juvenil para o Brazilian Book Magazine 1998, categoria Livros para Crianças; selecionado para o PNBE 1999;  selecionado para o Salão Capixaba – ES/2005; selecionado pela Secretaria de Educação e Cultura de Vitória – 2005; selecionado para o Programa “Fome de Livro” da Fundação Biblioteca Nacional.

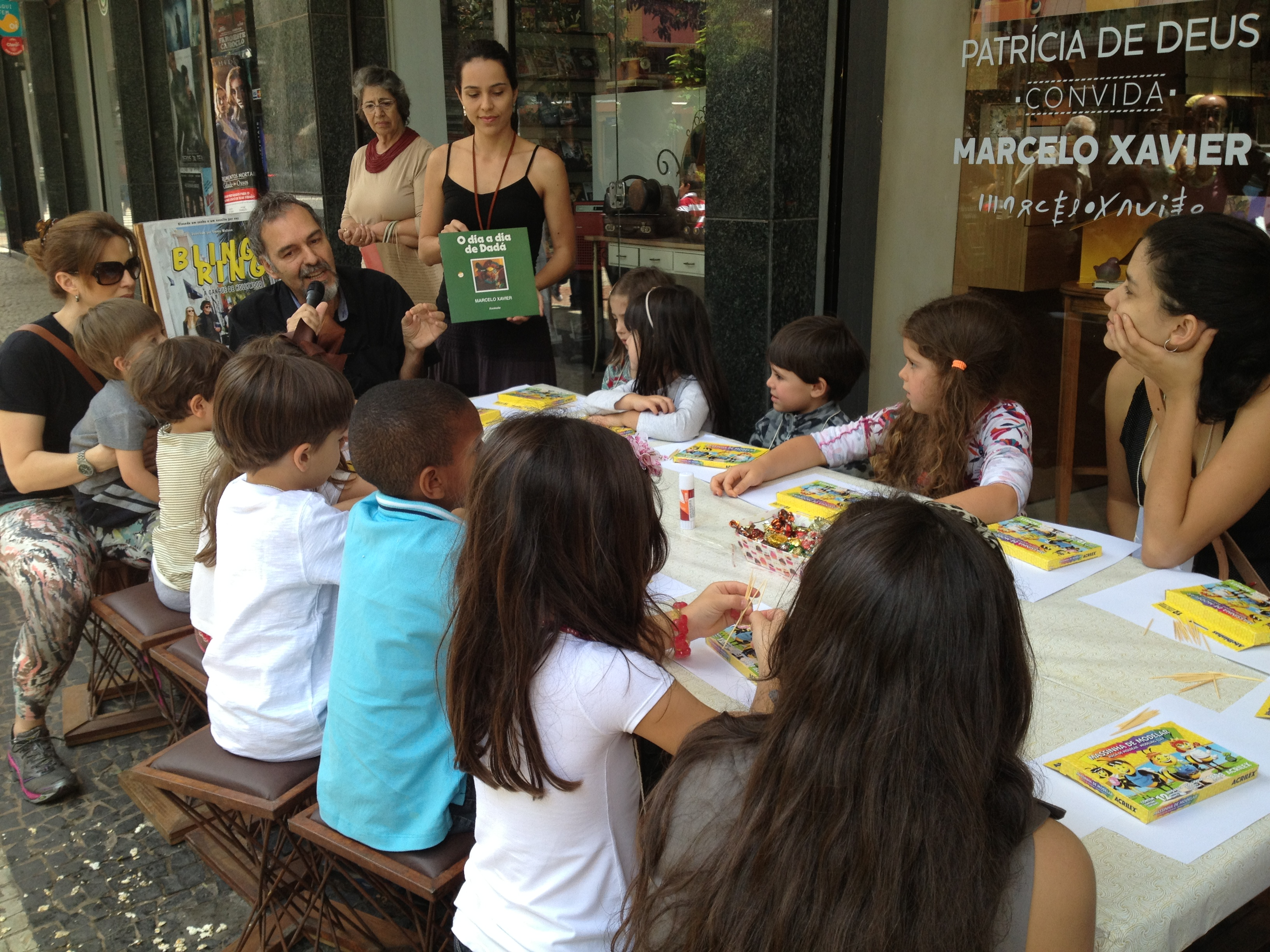
Oficina especial para o dia das crianças 2013

2000 – Festas – Melhor Livro Informativo – 2000, Prêmio concedido  pela  Fundação Nacional do Livro Infantil e Juvenil; Prêmio Jabuti – 2001, Melhor Ilustração Infantil ou Juvenil, concedido pela Câmara Brasileira do Livro; selecionado para o Salão Capixaba – ES/2005, pela Secretaria de Educação e Cultura de Vitória – 2005; selecionado para o Programa “Fome de Livro” da Fundação Biblioteca Nacional.
2001 – Crendices e Superstições – Selecionado para o Salão Capixaba – ES/2005; selecionado pela Secretaria de Educação e Cultura de Vitória – 2005; selecionado para o Programa “Fome de Livro” da Fundação Biblioteca Nacional; selecionado pela Fundação Luis Eduardo Magalhães; selecionado para o Programa "Mais Cultura", do Ministério da Cultura/Fundação Biblioteca Nacional.
2002 – Mundo de Coisas –
2003 – Se Criança Governasse o Mundo -  Livro altamente recomendável para crianças pela Fundação Nacional do Livro Infantil e Juvenil – 2003; selecionado para o PNLD-SP/2004; selecionado para o Salão Capixaba – ES/2005; selecionado pela Fundação Luis Eduardo Magalhães e pela prefeitura de Belo Horizonte. Foi o primeiro livro da Editora Saraiva a receber uma versão como aplicativo para iPad.
2004 – Três Formigas Amigas -
2006 – TOT -  Livro altamente recomendável para crianças pela Fundação Nacional do Livro Infantil e Juvenil – 2006. Relançando em versão com CD de áudio em agosto de 2015.
2008 – Andarilhos – Apenas texto. Ilustração: Alfeu Barbosa.
2009 – Caderno de Desenhos - registros retirados das gavetas.
2010 – Meu Amigo mais Antigo -  Livro altamente recomendável pela Fundação Nacional do Livro Infantil e Juvenil – 2011.
2011 – Tempo Todo - poesias selecionadas.
2013 - A cara da rua - reunião de 31 crônicas publicadas entre junho de 2012 e agosto de 2013 no jornal Hoje em Dia. Cada texto é acompanhado de uma ilustração inédita.
2015 - A Estranha - Vivências do autor com a cadeira de rodas, companheira desde 2009.
2015 - Apática - “Apática é uma cidade perdida no tempo e no espaço, situada depois do longe mais longe, fora do alcance da mão do mundo. A época é qualquer uma; para seus moradores não importam as horas, os dias ou os anos, absoluta é a indiferença das pessoas do lugar. Lá ninguém sorri ou chora. Não há jardins ou árvores nas ruas, mas há um hotel – o único destaque da cidade. Eis que um forasteiro, de cabelos grisalhos, barba e bigode castanhos e aparência saudável de um jovem viajante, chega para hospedar-se no hotel, trazendo consigo uma mala. Não é uma mala qualquer; ela se destaca na luz do sol, despertando no porteiro do hotel uma terrível curiosidade. Como um sentimento assim nunca lhe ocorrera antes, o porteiro acredita que dentro dela há algo especial. E de fato há. Há uma magia, que faz acordar os sentimentos que os apáticos não sabem o que é sentir”.
2017 - Um lugar cheio de ninguém - é o 21º livro de Marcelo Xavier, o 16º voltado para as crianças. Depois de 7 anos, MX volta ao universo infantil explorando as aventuras de um garoto por um cenário onírico de uma cidade sem pessoas. 